# 揚卡

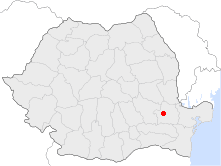

揚卡是羅馬尼亞的城鎮，位於該國東南部，距離首府布勒伊拉40公里，由布勒伊拉縣負責管轄，面積186.14平方公里，海拔高度40米，2009年人口11,176，大多數居民信奉東正教。

## 友好城市
- 法國 埃德尔河畔拉沙佩勒